# Leucobryum isleanum
Leucobryum isleanum är en bladmossart som beskrevs av Bescherelle 1880. Leucobryum isleanum ingår i släktet Leucobryum och familjen Dicranaceae. Inga underarter finns listade i Catalogue of Life.